# ティーンエイジ・ミュータント・ニンジャ・タートルズ (1987年のアニメ)
『ティーンエイジ・ミュータント・ニンジャ・タートルズ』（英語: Teenage Mutant Ninja Turtles）は、アメリカのテレビアニメである。

## 概要
本作は、1984年の漫画『ティーンエイジ・ミュータント・ニンジャ・タートルズ』を初めてテレビアニメ化した作品である。原作である漫画が暗い内容だったのに対し、本作は子どもたちやその家族に受け入れてもらえるよう明るい内容として製作された。ただし、第8シーズンである第170話からシリアスなストーリー展開になり、キャラクターデザインや背景描写が細かく暗いタッチへと変更された。また、原作漫画におけるタートルズは同じ色の鉢巻をしていたのに対し、テレビアニメ版ではメンバーごとに色分けが施され、のちのシリーズにも取り入れられている。
本項では、『アイドル忍者タートルズ』をBS2版、東和ビデオから発売されたVHSをビデオ版、テレビ東京で放送されたバージョンをTX版、そしてこれら3つを総称する場合は日本語吹き替え版とする。また、アメリカ合衆国で放送されたバージョンについて言及する場合は原語版、イギリスで放送されたバージョンについてはイギリス版とする。
海外ではDVD・Blu-rayといったディスク媒体による展開が行われている。

## 登場人物

### タートルズのメンバー
レオナルド（Leonardo）
タートルズ4人組のリーダーで、青い鉢巻をしている。基本的には比較的冷静で真面目な性格をしており、スプリンターの教えを守り、困っている人物はたとえ敵でも助けるよう心がけている。
日本語吹き替え版では真面目な性格に加え、他の3人のように冗談を言うなど茶目っ気のある性格付けもされた。
一人称は「俺」で、メンバーでは彼のみ一人称の変化がなかった。ビデオ版では一部の台詞が英語版のまま訳されており、英語混じりの口調になることがあった。
『Turtles Forever』では真面目な03年版と違い他の3人と同様で悪ふざけもするが、87年版リーダーとして必要時には真面目にふるまう。
ラファエロ（Raphael）※ビデオ版での呼称はラファエル
タートルズの一人で、赤い鉢巻をしている。
BS2版・ビデオ版での一人称は「俺」。テレ東版でも最初は「俺」だったが、その後「僕」に変わった。
冗談好きで子供っぽい性格だが、皮肉屋で細かいことに注文を付けることが多い。仲間を「ちゃん」付けで呼ぶことが多い。また、第四の壁を破って視聴者によく語りかけるという癖を持つ。掃除と洗濯が大嫌い。BS2版ではオカマ口調で喋る。
『Turtles Forever』では2003年版に比べ、楽天的で子供っぽい性格。第四の壁を破って視聴者に語りかける癖は相変わらずで、ハンから指摘を受けている。
ドナテロ（Donatello）
タートルズの一人で、紫色の鉢巻をしている。 IQ300を誇る天才で、タートルズが使う武器やビークルはほぼ彼の発明品だが、時折変な発明をすることがある。また、メカには強い一方で金勘定には弱い。
メンバーの中では最も慎重な性格をしているが、それゆえに臆病になることもある。
主にミケランジェロの突っ込み担当で一人称は「僕」もしくは「俺」。BS版ではワイルドな口調で喋る。
魚が苦手だが、あるエピソードで高所から転落した際、水中の魚がクッションとなって助かった時には感謝していた。
『Turtles Forever』では、2003年版ドナテロとともにコンピューター面で活躍する。2003年版ドナテロから「こんなの無理だ」と言われた際は、「科学は事実が全てじゃない」と助言し、レンチを強引にハンマー代わりに扱う。このギャグはテレビシリーズでも見せていた。
ミケランジェロ（Michelangelo）
タートルズの一人で、橙色の鉢巻をしている。底抜けに明るいお調子者で、マイペースな性格をしている。「カワバンガ」が口癖。
ゲームやヒーローコミックスや動物が好きで、動物からもなつかれている。メンバーの中でも特にピザが大好きな食いしん坊であり、時にはその食い意地が災いしたり逆に仲間の助けになる事も。色々な創作ピザを作ることがあるが、チョコとイクラといったおかしな組み合わせが多く、よく仲間から呆れられる。レオナルド同様、ビデオ版では一部の台詞が英語版のまま訳されている。Season 4から武器が投げ縄に変更された。
初期のテレ東版での一人称は「俺」であったが、途中から「僕」もしくは「ぼくちゃん」に変更された。なお、BS版・VHS版は「俺」となっている。ラファエロ同様、仲間を「ちゃん」付けで呼ぶことが多い。
ニュートリノの3人組の一人のカーラとは仲良しで、度々ラファエロにからかわれて赤面することもある。
『Turtles Forever』でも相変わらず冗談好きな味オンチで2003年の世界に来た際も、ジェリービーンズのピザを注文している。

### タートルズの仲間
スプリンター / ハマト・ヨシ（ヨシハマ・タケシ）（Master Splinter / Hamato Yoshi）
タートルズの師匠で、父親的存在。
もともとはヨシ（テレ東版・ビデオ版ではヨシハマ・タケシ、BS版ではハマト・ヨシ）という人間の男性で、フット流という忍術の流派に所属していたが、同門下のシュレッダーの策略で日本を追い出された過去を持つ。日本を去った後は、ニューヨークの下水道でネズミと共に暮らしていたが、ミュータンジェンが付着した4匹のカメと接触した結果、ネズミのミュータントとなり、同じく変異したカメたちを引き取って弟子として育て上げた。 タートルズ4人の名前はスプリンターが下水道にあった古いルネサンスの本にちなんでつけたものであり、逆にスプリンターという呼び名はタートルズが「叩きのめす」という意味をもってつけたものである。
杖の扱いと素手での格闘を得意とする他、精神統一法・クンパオを応用した催眠術も使える。
寿司を好む一方、ピザと猫、乗り物の運転を苦手とする。しかし回によってはピザを食べていたり、タートルズを助けるためにタートルワゴンを運転した事もある。
一人称はビデオ版では「私」、BS版では「わし」。テレ東版では「私」だったり「わし」だったりする。
普段の言動が年寄りじみているため、レオナルドからは「おじいちゃん」と呼ばれており、テレ東版でもシュレッダーから「ネズミオヤジ」と呼ばれる場面がある。その一方で、エイプリルのウインクがタートルズではなく自分に向けられた際に勝ち誇ったり、タートルズの危機を救って賞賛された時には赤面して照れたりなど、時折お茶目な一面も見せたりしている。
03年版の世界観を中心とした『Turtles Forever』での出番は少ないが、別世界の自分に当たる「スプリンター」の身を心配してくれるラファエロに助言をした。
エイプリル・オニール（April O'Neil）※BS2版での呼称はエプリル
ニューヨークにある「チャンネル6」のレポーター。茶髪のショートカットに、黄色いつなぎが特徴。タートルズやロックステディたちも認めるほどの美人。レポーターの仕事の最中、まだ人間だったロックステディ&ビーバップ率いる悪漢一味に襲われたところをタートルズに助けられたことがきっかけで、タートルズらの協力者となる。タートルズらにとっては保護者のような存在でもあり、彼らがはしかで寝込んだときはスプリンターと一緒に4人を看病したこともある。
上司や同僚の不当な扱いにもめげることのない強気な性格をしている。また、いかなる時もスクープを狙って冷静にカメラを回すしたたかな面もあるが、それが災いしてシュレッダーたちに悪用されたり、半魚人や猫人間などに姿を変えられてしまうこともあった。最初に住んでいたアパートを、タートルズと知り合って間も無く倒壊させられるという災難にも遭っている。
シーズン9以降はチャンネル6を去り、フリー記者として活動した。
探偵兼テレビ司会者のAunt Aggieはおばにあたる。
『Turtles Forever』では一度は敵に襲われたところをタートルズたちに助けられるが、彼らが去った後、再度捕まった。
ケイシー・ジョーンズ（Casey Jones）
仮面のヒーローを自称する男性で、スポーツ用品を武器として使う。荒々しい性格をしている。他のシリーズと違い、エイプリルとは恋仲ではなく、出番もあまりない。東和ビデオ版では登場する回が収録されていない。
バーン・トンプソン（Burne Thompson）
チャンネル6の部長で、度々タートルズ絡みの事件に関わる。当初は愛人が亀嫌いという理由でタートルズが悪者になるよう報道するように部下に圧力をかけていた。愛人と別れた後は圧力をかけることはなくなったものの、タートルズの活躍を疎ましく思う様子を見せる。
バーノン・フェニック（Vernon Fenwick）
チャンネル6に勤務するカメラマンで、こちらもタートルズ絡みの事件に関わる。自分を差し置いてレポーターを務めているエイプリルを快く思っておらず、常日頃から彼女に対して威張ったり、陰口を叩いたりする他、隙あらば彼女からレポーターの仕事を掻っ攫おうと目論んでいる野心家だが、本当は臆病者である。
アルマ・レンギンシュタイン（Irma Langinstein）
エイプリルの同僚である、眼鏡をかけた女性。少々ドジで時々嫌味も言うが、エイプリルにとっては良き親友。ある事件がきっかけでタートルズたちと親しくなり、それ以来タートルズ関連の騒動に巻き込まれるようになった。
ニュートリノス（The Neutrinos）
異次元世界・ディメンションX（BS版ではX次元）出身の三人組で、タートルズと親しくなる。
ザック（Zak）
サングラスをかけた人物。
カーラ（Kala）
ニュートリノスの紅一点。ミケランジェロとは両想いで、時折2人で愛を語らいほかのメンバーに呆れられた。テレ東版では普通の女の子の口調だが、ビデオ版ではぶりっ子口調で喋る。
ダスク（Dask）
背の高い人物。
ミュータント・フロッグス（The Punk Frogs）
フット団が川に投げ入れたミュータンジェンの缶から漏れたミュータンジェンを浴びて変異したカエル4人組。それぞれの名付け親はシュレッダーであり、タートルズに対抗して本人の言う「英雄」から取られている。
斧を使うジンギスカン（BS版ではジンギス）（Genghis Frog）、弓矢を使うラスプーチン（Rasputin the Mad Frog）、鞭を使うナポレオン（Napoleon Bonafrog）、フレイルを使うシーザー（BS版ではアッチラ）（Atilla the Frog）の4人で構成される。
ミュータジェンによって変異した後フット団の新人としてシュレッダーから武術を教わり、タートルズを倒そうとするがスプリンターの説得で利用されていることに気づき、タートルズの仲間になる。なお、4人ともタートルズとは違いピザが苦手。その後も何度か登場し、さらにOVA版でも少しだけ登場している。
テレ東版でのメンバー共通の口癖は「ケロケロ」で、テレ東版では全員、ビデオ版ではシーザーが訛った口調で話す。
ザック（Zach "the Fifth Turtle"）
タートルズファンの少年で、ある事件以降タートルズと親しくなって以来、事件に巻き込まれるようになった。
子供でありながら、色々な探偵グッズを持ち、それを駆使してタートルズに気付かれることなく彼らの住処までたどり着き、スプリンターを感心させ、5人目のタートルズとして迎え入れられた。
ウォルトという意地の悪い性格の兄がいる。
バグマン / ブリック・ブラットニー（Bugman / Brick Bradley）
ミケランジェロが好きな漫画のヒーローで、虫の力を宿しているという設定がある。
レックス1（REX-1）
エイプリルが取材のために潜入した警察の研究所にあったロボット刑事の一体。誤ってスイッチを入れたエイプリルを主人と認識し、ボディーガードになる。しかし、エイプリルが彼をニュースで取り上げたことが原因でクランゲに設計図を解析され、大勢のロボット軍団を作られてしまう。一度破壊されてしまうが、ドナテロに修理される。料理が上手い。ビデオ版では量産型はオネエ言葉で話す。
モナリザ（Mona Lisa）
物理学専攻の女子大生だったが、原子炉の事故により爬虫類のミュータントになってしまう。ポジティブな性格でミュータントになっても全く気に留めず、パワーアップした身体能力を生かしてタートルズと共闘し、ラファエロとも親しくなった。
メタルヘッド（Metalhead）
クランゲによってタートルズに似せて作られたリモコン式の戦闘用ロボット。タートルズ4人とエイプリルの人格を持っており、ドナテロがプログラムを書き換えて仲間に加えた。武器は怪力と左手が変形したドリル、胸に仕込まれた展開式のレーザー砲。
ウィングナット（Wingnut）
第5シーズンより登場したコウモリ型異星人。
クランゲによって母星が滅ぼされ、地球にやってきた。初登場時は悪役として登場したが、のちにタートルズらに協力した。
スクリュールーズ（Screwloose）
第5シーズンより登場した蚊型の異星人で、ウィングナットの相棒にあたる。
ニードルノーズ（Needlenose）
人一人を乗せられるほど大きい蚊のミュータント。フィギュアのみが発売されており、映像作品には登場していない。

### フット団アメリカ支部
シュレッダー / サワキ・オロク（Shredder / Oroku Saki）
タートルズの宿敵で、フット団アメリカ支部のリーダーを務める。武器として蛮刀や手裏剣を使用する。
ヨシハマに師匠を殺害しようとした濡れ衣を着せて日本から追放させた後、フット流を乗っ取ってフット団を結成する。彼を追って向かったアメリカでクランゲの協力を得、ヨシハマの隠れ住む下水道にミュータンジェンを投げ込み、タートルズとヨシハマ/スプリンターが変異する原因を作った。その後もタートルズとスプリンターには何度も辛酸を舐めさせられており、彼らとの決着に固執している。
テレ東版ではクランゲからはよく「サワキちゃん」（当初は「サワキ」）と呼ばれており、本人はその呼び方を嫌がっている。また、テレ東版ではタートルズに「鉄板頭」とも呼ばれる。当初は冷酷な悪役らしい性格だったが、回を追うごとにコミカルで間抜けな描写が増えていった。短気且つ癇癪持ちで、その性格が原因で失敗を招く事も少なくない。
たとえ有益な情報を持っていたとしても、無能な部下を見下す傾向があり、サーナスの瞳争奪戦ではそれが仇となってバクスターの反逆を招いた。その一方、同じく部下であるビーバップとロックステディのことは見下しつつも捨て駒として使うことはなかった。また、シュレッダー自身はクランゲの命令を受けて動いているが、彼にはあまり好感を持っておらず裏切りを画策したこともあった。
テレ東版やビデオ版の12巻までは一人称は「我輩」だが、それ以外の一人称を使うこともあるほか、テレ東版では気分などで一人称を変えることがある。ビデオ版の13巻以降は「俺様」、BS版は「私」。またなお、ビデオ版とテレ東版ではクランゲに対して対等な言葉遣いをするが、BS版では敬語を使う。
アンチョビが苦手であり、ピザも嫌い。IQは675と高く、メカの扱いにも長ける。家族には警察官の弟・カズオ と犯罪者の母親・ミヨコがいる。
『Turtles Forever』では異世界に飛ばされた際、異世界の自分の存在を知り、クランゲとともに復活させるが、異世界の自分に簡単に倒された上にテクノドロームを乗っ取られ、部下からも見捨てられた。その後、タートルズと協力して世界を救うため奮闘したのち、今度こそ勝つのは自分だと捨て台詞を残しながらテクノドロームへと去っていった。
クランゲ（Krang）※BS版での呼称はクラング
ミュータンジェンを開発した異星人であり、地球を含む全次元の征服を目論んでいる。かつて軍事責任者を務めていたディメンションXを追放された後、ヨシハマを策略で追放してフット団を結成したシュレッダーに技術面で協力し、自身の部下とした。
ディメンションXを追放された際、脳みそとそこから2本の手が生えたような姿になったため、シュレッダーやタートルズなどから「脳ミソダコ」と呼ばれている。
ビデオ版とBS版での一人称は「わし」。また、ビデオ版のみ声にエフェクトがかかっていた。テレ東版では当初普通の口調で一人称も「私」だったが、途中からオネエ口調になり、自身を「あたち」、タートルズを「カメちゃんたち」、シュレッダーを「サワキちゃん」と呼ぶ。また、テレ東版では「いつでもバリアくん」などといった自身の発明品の名前にも、ちゃん・君をつけることがある。BS版では語尾に「〜けん」と付けることも。ビデオ版では「ほにゃらほにゃら」という独特の笑い方をする。
性格は悪辣で、人間や動物が苦しむ様子を見るのが大好きだが、中盤以降はユーモラスな言動が目立つようになった。基本的に自身はテクノドローム内からシュレッダーたちに命令を下すことがほとんどで、前線に赴く機会はあまりない。
同盟を組むシュレッダーが作った人型の有人操作ボディに搭乗することで自由に行動できる。有人操作ボディの両手をロケットパンチの要領で飛ばしたり、分離した両手の断面から武器（右腕からは斧が、左腕からは剣が出る）を出し、左手首を無線に、右手を鋏に変形させることができる。果ては、乗っているクランゲごと巨大化したり、両腕を翼に変形させて飛行するなどといったことも可能とする。その他にもカプセル状の胴体に四肢が付いた形状の有人操作ボディを持つ。
美的感覚は人間とは異なり、醜悪な姿をしたピザモンスターを「美しい」と称賛した。
『Turtles Forever』では、シュレッダーとともに異世界のシュレッダーを蘇らせようとしてテクノドロームを乗っ取られ、シュレッダーとともにタートルズと協力し、世界を救うため戦い、最後は旧タートルズや自分たちを裏切ったロックステディたちとともに元の世界へと帰った。また異世界に並行世界の自分がいないことに憤ったり、異世界のシュレッダーをはじめて見た時は自分にそっくりと言った。
ビーバップ & ロックステディ（Bebop & Rocksteady）
シュレッダーの配下のミュータントで、もともとは同じ刑務所に収監されていたことのあるチンピラだった。ミュータンジェンを浴びる前にシュレッダーに雇われて町で大暴れし、エイプリルを襲撃。彼女とタートルズが出会うきっかけを作った。
2人とも悪事を好む反面単純で粗暴な性格で、怪力とマシンガンやビームライフルを武器とする。あるエピソードで、姿をカモフラージュするために元の姿に戻ったときに、2人ともミュータントの姿のほうが気に入っているらしく幻だと知ると安心した表情を見せた。OVAではスーパーミューテーションやメタルミューテーションをしてパワーアップを果たした。第1シーズンのラストでテクノドロームごとディメンションXに飛ばされるも、シュレッダーに役立たずと見做されたバクスターを引き換えにする形で地球に戻る。
その無能さ故にシュレッダーから見下されているため、彼らもシュレッダーに対しては不満を抱いており、弱いと思えば平気で裏切り、死んだかと思われた際も悲しむことはなかった。シュレッダーがピザモンスターに追われている時も、心配するどころか面白がっていたほど。その一方、シュレッダーが負傷した際には心配する様子を見せたりと、何だかんだ上司として認識している。
『Turtles Forever』では2003年版のシュレッダーのほうが強いと見るやシュレッダーとクランゲをあっさり裏切るが、彼らのドジが結果的に異世界のシュレッダーを倒し、全ての世界を救うことになる。その後、裏切った罪で置き去りにされそうになり、「もう二度と裏切らないから許して」と泣き言を言いながら後を追い、元の世界に帰った。
ビーバップ（Bebop）
イボイノシシの姿をしたミュータントで、元は黒人のチンピラだった。
マシンガンやビームライフルの他、バットを武器にすることも多い。ジェットコースターに乗って楽しんだり、番組表を変える時、常にアニメ番組を優先するなど子供っぽい一面を見せた。恋人と別れた過去を持つほか、ミュータント化した後に母親に会ったところ、逃げられた旨を語っている。鼻を鳴らす癖があり、テレ東版では「ブヒヒ」という口癖が設定されていた。
ロックステディ（Rocksteady）
サイの姿をしたミュータントで、元は白人のチンピラ。
マシンガンやビームライフルの他、大型ナイフを武器にすることもある。時折、臆病な一面や意外な優しさを見せる。テレ東版ではレバニラ炒めが好物。ビデオ版では語尾に「〜サイ」と付けることがあり、相方のビーバップを「ビーちゃん」と呼ぶこともある。
スラッシュ（Slash）
ロックステディとビーバップがペットとして飼っていたカメのブリンキーを素体に、自分たちの助手にする目的でミュータンジェンを用いて作り上げた"悪のタートルズ"で、サーベルを武器とする。その改造の過程からかヤシの木の模型を気に入っている。テレ東版の口癖は「〜だびん」。
知性は低いが、初登場回のラストでスペースシャトルに乗って宇宙に飛び立ち、その後宇宙人に脳改造手術を施され、天才になって地球に戻る。
フットソルジャー（Foot Soldier）
シュレッダー配下のロボット兵。
『Turtles Forever』では2003年版シュレッダーがテクノドロームを改造する際に、フット団も一新された新型フットソルジャーが登場。2003年版風のデザインになっており、強さも旧型がまるで相手にならないほどにパワーアップしている。
ラットキング（Rat King）
下水道にてネズミと暮らすホームレスの男性。タートルズらと敵対し、他の悪党とも手を組むことがあるが、目的はあくまでもネズミによる世界の支配であるため、突然現れてタートルズの手助けをする一面もある。
ネズミを操る音色を発する笛を持ち、その音色はスプリンターにも有効である。また、化学物質の調合を行ったり、爆弾を作成するなど、頭の良さを見せる場面もあった。
テレ東版では語尾に「チュー」を付けるなど、コミカルさが強くなっている。
バクスター・ストックマン（Baxter Stockman）
ネズミ退治用ロボット・マウサーを発明した老科学者。マウサーの売り込みに難儀していた時に、その性能に目をつけたシュレッダーにスカウトされる。マウサー量産後は口封じのために始末されそうになったが、タートルズに（シュレッダーの居場所を聞き出すために）助けられ、マウサー事件の首謀者にされて収監される。その後、第2シリーズにて1人だけ地球に戻ったシュレッダーに配下とするべく連れ出され、以降はしばらく共に行動していた。しかし（バクスターばかりの所為ではないが）失敗続きのために役立たずと判断され、（パワーがあるだけマシという意味で）ビーバップとロックステディを地球に呼び寄せる引き換えにディメンションXへ飛ばされる。その後、クランゲに分解ユニットで処刑されそうになったが、その際装置にハエが紛れ込み、融合してハエ人間になってしまう。それにより、高い戦闘能力と飛行能力を得た一方で頭は悪くなった様子を見せ、最後は自作の兵器に自分から引っかかって自滅する。この際に死亡したかと思われていたが、実際は姿が透明になっただけであり、後に復活している。元々は偏屈ながら悪人というほどではなかったが、シュレッダーに加担するうちに自ら悪事を働くようになっていった。横柄に振る舞うシュレッダーに対して不満を抱いており、サーナスの瞳争奪戦にて一度反逆している。
テレ東版・ビデオ版での一人称は「私」である一方、BS版では「あたし」となっている。シュレッダーのことはテレ東版・ビデオ版では「ボス」、BS版では「大将」と呼ぶ。また、テレ東版ではハエ人間になった後の口癖は「ハエー」で、さらに「ハエーハエハエハエ」と笑うようになり、ビデオ版でも時折「ハエ」と言うようになった。ビデオ版では人間だった頃に時折「パイノパイノパイ」と口にしていた。
バーニー・ストックマン（Barney Stockman）
バクスター・ストックマンの実弟であるマッドサイエンティストで、ギャングと組んで悪事を働く。人間だった頃のバクスターと瓜二つの容姿であることを気にしており、兄と間違えられるのを非常に嫌う。主な発明品は、ギャグのパワーを増大させ、相手を笑い転げさせて行動不能にする『ギャグマシーン』。
トラーグ総司令（General Traag）
クランゲの忠臣で、クランゲ配下のロックソルジャー軍の指揮を執る。スタンレーザー・ライフルが武器。部下のストーンウォリアーたちと酷似したデザインだが、玩具版では外見が若干異なる。テレ東版では階級が将軍になっている。
ストーンウォリアー（Stone Warriors）
トラーグ総司令の配下の兵隊。身体が頑丈な石でできているため、銃弾が効かない。
アントラックス（Antrax）
ディメンションXで犯罪者を処刑する死刑執行人だったが、クランゲに雇われタートルズ用死刑執行人となった。アリのような姿と四本腕が特徴で、斧を武器としている。
サワキ・ミヨコ（Miyoko）
シュレッダーの母親で、「恐怖!シュレッダーの母登場」にて登場した。シュレッダーは「おかあちゃん」（ビデオ版では「母上」）と呼び、恐怖心を抱いている。小柄だが、自分より一回り大きい男性職員を軽く投げ飛ばすほどの強さをもつ。
地球のフォートローダーデールにある犯罪者用老人ホームを飛び出し、クランゲたちと組んで悪事を働くが、タートルズをテクノドロームまで運んだ宇宙飛行士・ヨーグルト船長に惚れて計画を台無しにしたため、シュレッダーによって元の場所へ送り返された。
ドクター・ポリドリアス（Dr. Polidorius）
半魚人を作る研究をしているマッドサイエンティスト。実験台としてエイプリルを捕まえて、半魚人にしてしまう。名前がややこしいため、「ポリネシア」「ポリバケツ」などと間違えられた。
レイ（Ray）
ポリドリアスが最初に作った半魚人で、ポリドリアスの助手として働いている。フグやエイなどの複数の魚類の特性を持ち、タートルズを苦しめた。名前はポリドリアスのかつての恋人から取られている。
ロータス・ブロッサム（Lotus Blossom）
シュレッダーの代わりにクランゲが雇った女サムライ。レオナルドと恋に落ちる。
レザーヘッド（Leatherhead）
フロリダでミュータンジェンの混ざった川に浸かって変異したアリゲーターで、テンガロンハットを愛用する。沼地を根城としており、ミュータント・フロッグスを服従させたり、ラットキングと組んでタートルズと戦うなど、タートルズと対決する姿勢を見せた。
キラービー（Killer Bee）
人一人背中に乗せることができるほど大きな蜂のミュータント。元は情緒不安定な犯罪者。フィギュアのみが発売されており、映像作品には登場していない。
スクラッチ（Scratch）
囚人服を着ている猫型ミュータント。テレビアニメには登場していないが、ゲームボーイ用ソフト『ティーンエイジ ミュータント ニンジャ タートルズ3 タートルズ危機一発』に登場しているほか、フィギュアが発売されている。

## 声の出演
| キャラクター                 | 原語版 | TX版 | ビデオ版 (前期/後期)                                              | BS2版                                                          |
| ---------------------------- | --- | --- | ----------------------------------------------------------------- | -------------------------------------------------------------- |
| レオナルド                   | カム・クラーク | 中村大樹 | 大塚芳忠                                                          | 堀内賢雄                                                       |
| ラファエル                   | ロブ・ポールセン トム・ピントー（シーズン3） ハル・レイル（シーズン7） マイケル・ガフ（シーズン10）                                                                     | 柴本浩行 | 塩沢兼人/塩屋翼                                                   | 亀山助清                                                       |
| ドナテロ                     | バリー・ゴードン グレッグ・バーグ（シーズン3） | 宇垣秀成 | 東富士郎/島田敏                                                   | 古田信幸                                                       |
| ミケランジェロ               | タウンゼンド・コールマン | 桜井敏治 | 吉村よう/三ツ矢雄二                                               | 高宮俊介                                                       |
| スプリンター                 | ピーター・レナデイ タウンゼンド・コールマン（シーズン5） | 梅津秀行 | 小林清志                                                          | 藤本譲                                                         |
| エイプリル・オニール         | リネ・ジェイコブズ | 篠原恵美 | 土井美加                                                          | 冨永みーな                                                     |
| クランゲ皇帝                 | パット・フレイリー タウンゼンド・コールマン（シーズン3） | 梅津秀行 | 田の中勇                                                          | 滝口順平                                                       |
| シュレッダー                 | ジェームズ・エイヴリー ドリアン・ヘアウッド（シーズン3） ジム・カミングス（シーズン5） タウンゼント・コールマン（シーズン7） ウィリアム・E・マーティン（シーズン8以降） | 梁田清之 | 千田光男                                                          | 内海賢二                                                       |
| ロックステディ               | カム・クラーク | 中村秀利 | 秋元羊介                                                          | 星野充昭                                                       |
| ビーバップ                   | バリー・ゴードン グレッグ・バーグ（シーズン3） | 三木眞一郎                                                                                                   | 田中正彦                                                          | 笹岡繁蔵                                                       |
| アルマ                       | ジェニファー・ダーリン | 嶋村カオル                                                                                                   | 原えりこ/江森浩子                                                 | 松本梨香                                                       |
| バーン部長                   | パット・フレイリー | 梁田清之 | 糸博/幹本雄之                                                     | 峰恵研                                                         |
| バーノン                     | ピーター・レナデイ | 永野広一 | 中田和宏                                                          | 小室正幸                                                       |
| バクスター・ストックマン博士 | パット・フレイリー | 鈴木清信 | 上田敏也                                                          | 西川幾雄                                                       |
| ラットキング                 | タウンゼンド・コールマン | 大友龍三郎                                                                                                   | 金尾哲夫                                                          | 石塚運昇                                                       |
| レザーヘッド                 | ジム・カミングス ピーター・レナデイ（シーズン7） | 小関一 | 井口成人/笹岡繁蔵                                                 | 大友龍三郎                                                     |
| ケイシー・ジョーンズ         | パット・フレイリー | 山形ユキオ                                                                                                   |                                                                   | 大塚明夫                                                       |
| ザック（Zak）                | パット・フレイリー | 鈴木琢磨 | 石野竜三                                                          |                                                                |
| カーラ                       | トレス・マクニール | 浅田葉子 | さとうあい                                                        |                                                                |
| ダスク                       | トム・ピント | 永野広一 | 渋谷茂                                                            |                                                                |
| ジンギスカン                 | ジム・カミングス | 舟津俊雄 | 小野健一                                                          | 山口健                                                         |
| ラスプーチン                 | カム・クラーク | 坂井伸治 | 伊藤和晃                                                          | 鈴木勝美                                                       |
| ナポレオン                   | パット・フレイリー | 永野広一 | 高宮俊介                                                          | 江原正士                                                       |
| シーザー                     | | 津久井教生                                                                                                   | 荒川太郎                                                          | 小野健一                                                       |
| ザック（Zach）               | ロブ・ポールセン | 嶋村カオル                                                                                                   |                                                                   | 野沢雅子                                                       |
| ロータス・ブラッサム         | リナ・ジェイコブズ | 白石文子 |                                                                   | 小宮和枝                                                       |
| ウォルト                     | ニコラス・オマナ | 鈴木琢磨 |                                                                   | 石田彰                                                         |
| フィルチ                     | | 椎橋重 | 喜多川拓郎                                                        |                                                                |
| トラーグ将軍                 | ピーター・レナデイ | 椎橋重 | 辻つとむ                                                          |                                                                |
| ホフマン大尉                 | | 津久井教生                                                                                                   | 江原正士                                                          | 小室正幸                                                       |
| マーシャ                     | | |                                                                   | 水谷優子                                                       |
| ジョン                       | | |                                                                   | 小形満                                                         |
| プロジェット                 | | 鈴木琢磨 | 堀内賢雄                                                          | 星野充昭                                                       |
| オムナス                     | ピーター・レナデイ | 中尾隆聖 | 城山知馨夫                                                        | 大木民夫                                                       |
| ブリンク                     | | |                                                                   | 塚田正昭                                                       |
| ウサギ・ヨージンボー         | タウンゼンド・コールマン | 中原茂 |                                                                   | 鵜飼るみ子                                                     |
| プリンセス・マロリー         | | 岩男潤子 | 松本梨香                                                          |                                                                |
| オペントー                   | | 上田敏也 |                                                                   |                                                                |
| モンド・ゲッコー             | | 関俊彦 |                                                                   |                                                                |
| マクフィンガー               | ピーター・レナデイ | 中村秀利 |                                                                   |                                                                |
| ポリドリアス博士             | | 千葉繁 | 仲木隆司                                                          |                                                                |
| 半漁人レイ                   | | 津久井教生                                                                                                   | 仲野裕                                                            |                                                                |
| バーニー・ストックマン博士   | パット・フレイリー | 鈴木清信 |                                                                   |                                                                |
| ビック・ルーイ               | | 小室正幸 |                                                                   |                                                                |
| レストレンジ博士             | | 小室正幸 |                                                                   |                                                                |
| タートルスタイン博士         | | 辻村真人 | 峰恵研                                                            |                                                                |
| ルバート                     | | 鈴木清信 | 石丸博也                                                          |                                                                |
| フィーツ                     | | 鈴木琢磨 | 茶風林                                                            |                                                                |
| ドン・トルテッリ             | ピーター・レナデイ | 玄田哲章 |                                                                   |                                                                |
| ソーホー教授                 | | 小関一 |                                                                   |                                                                |
| ブッチャー                   | | 玄田哲章 | 荒川太朗                                                          | 加藤精三                                                       |
| チャカハチ                   | | 大友龍三郎                                                                                                   |                                                                   |                                                                |
| ブロンスキー                 | | 津久井教生                                                                                                   |                                                                   |                                                                |
| オフラーティ                 | | 永野広一 |                                                                   |                                                                |
| ヴィーン                     | | 永野広一 |                                                                   |                                                                |
| ジョーイ                     | | 梅津秀行 |                                                                   |                                                                |
| シエキー                     | | 高麗正和 |                                                                   |                                                                |
| モナリザ                     | リナ・ジェイコブズ | 白石文子 |                                                                   |                                                                |
| ランドー                     | | 玄田哲章 |                                                                   |                                                                |
| G・クリフ                    | | 江原正士 | 納谷六朗                                                          |                                                                |
| フィンガーズ                 | | おぼたけし                                                                                                   |                                                                   |                                                                |
| マック                       | | 西村朋紘 |                                                                   |                                                                |
| アレスター皇帝               | | 井口成人 |                                                                   |                                                                |
| サワキ・ミヨコ               | | 巴菁子 | 片岡富枝                                                          |                                                                |
| ヨーグルト船長               | | 江原正士 | 稲葉実                                                            |                                                                |
| ニクトー                     | | 石川寛美 |                                                                   |                                                                |
| クラトゥー                   | | 辻村真人 |                                                                   |                                                                |
| テンペストラ                 | | 弘中くみ子                                                                                                   |                                                                   |                                                                |
| ヒーンズ教授                 | | 江原正士 | 茶風林                                                            |                                                                |
| ブリック・ブラットニー       | ダン・ギルヴェザン | |                                                                   |                                                                |
| エレクトロザッパー           | | |                                                                   |                                                                |
| ハウィー                     | | 西村朋紘 |                                                                   |                                                                |
| ケイトリン                   | | 木藤聡子 |                                                                   |                                                                |
| ティファニー                 | | 木藤聡子 |                                                                   |                                                                |
| サイクロイド教授             | | 糸博 |                                                                   |                                                                |
| ルソー                       | | 糸博 |                                                                   |                                                                |
| フェルム                     | | 川久保潔 |                                                                   |                                                                |
| エリック                     | | 園部啓一 |                                                                   |                                                                |
| マーリン                     | | 八木光生 |                                                                   |                                                                |
| アーサー王                   | | 津久井教生                                                                                                   |                                                                   |                                                                |
| 役名表示なし                 | | 関俊彦 吉田理保子 伊崎寿克 池澤春菜 村上はるみ 根本央紀 藤本かをる くまいもとこ 江原正士 菱谷紘二 菊池いづみ | 峰恵研 喜多川拓郎 稲葉実 折笠愛 真柴摩利 江原正士 伊藤栄次 牛山茂 | 沢りつお 小室正幸 笹岡繁蔵 安永沙都子 桜井敏治 松本梨香 茶風林 |

## スタッフ
※シーズン3 - シーズン7の途中までの期間はアニメーション制作に関する表記はノンクレジット。
- 原作：ケヴィン・イーストマン、ピーター・レアード
- ダイアログディレクター（音響監督）：スーザン・ブルー
- 制作担当：吉岡修（シーズン1・3、東映動画）
- アニメーション制作：東映動画（シーズン1・3）、A-1プロダクション（韓国：シーズン2・3）、韓湖興業（韓国：シーズン3[1]）、大元動画（韓国：シーズン7・8・10）、上海朝陽動画（中国：シーズン9）
- 製作：ムラカミ・ウルフ・スウェンソン→フレッド・ウルフ・フィルム、グループWプロダクションズ、I.D.D.H.（シーズン1 - 6）

### 日本語版スタッフ
TX版
- 制作：ASATSU、AEon-（現：FuRyu）
- プロデューサー：小林教子（テレビ東京）、鈴木徹也（AEon-）
- 翻訳：村治佳子
- 脚色・演出：岩浪美和
- 編集：樺山行雄（スタジオ・ユニ）
- 録音調整：蝦名恭範（スタジオ・ユニ）
- 番組宣伝：藤井純一→黒田多加恵→穴見礼（テレビ東京）
- 日本語版制作協力：HALF H.P.STUDIO
- キャスティング協力：81PRODUCE

ビデオ版
- 演出：松川陸、長野武二郎
- 翻訳：平田勝茂、宇津木道子、山田ゆき、武満真樹、永松真理
- 調整：蝦名恭範、長井利親
- 製作担当：吉富孝明、仲田美歩（ニュージャパンフィルム）、松崎忍（東和ビデオ）

BS2版
- 岩本令、向山宏志、田中和成、遠藤尭雄、林田遣哉、柴崎弘、小柳剛

### TX版エンディングテーマ
放送開始当初はオープニングテーマのインストゥルメンタルをバックにスタッフ表示のみのエンディングだった。エンディング導入後はオープニングが短縮された。
- 「Lady Boy」（第52話 - 不明）
  - 歌：大阪パフォーマンスドール featuring 今田耕司・東野幸治
  - 初期の映像は原語版の中期OP映像を編集したものを使用していたが短期間で廃止された。後に大阪パフォーマンスドールが踊る映像をタートルズたちが視聴するもの（本編の映像のモニターを差し替えたもの）に変更された。
- 「青い空の写真を見た。」（不明 - 第102話）
  - 歌：松岡有香
  - 最終回となる第102話では声優たちが別れの挨拶をした。

## エピソードリスト
| 原語版#    | 原語版サブタイトル                        | 脚本                                                                            | TX版# | TX版サブタイトル                               | BS2版# | BS2版サブタイトル                     | ビデオ版# |
| ---------- | ----------------------------------------- | ------------------------------------------------------------------------------- | ----- | ---------------------------------------------- | ------ | ------------------------------------- | --------- |
| 1（S1）    | Turtle Tracks                             | デビッド・ワイズ、パティ・ハウイス                                              | 1     | ヒーローはマンホールからやって来た             |        |                                       | 1         |
| 2          | Enter the Shredder                        | デビッド・ワイズ、パティ・ハウイス                                              | 2     | 鉄仮面 シュレッダー登場                        |        |                                       | 2         |
| 3          | A Thing About Rats                        | デビッド・ワイズ、パティ・ハウイス                                              | 3     | 危ない!スプリンター絶体絶命                    |        |                                       | 3         |
| 4          | Hot Rodding Teenagers from Dimension X    | デビッド・ワイズ、パティ・ハウイス                                              | 4     | ディメンションXのぶっ飛び軍団                  |        |                                       | 4         |
| 5          | Shredder & Splintered                     | デビッド・ワイズ、パティ・ハウイス                                              | 5     | ミュータンジェンに気をつけろ!                  |        |                                       | 5         |
| 6（S2）    | Return of the Shredder                    | デビッド・ワイズ、パティ・ハウイス （原案） クリスティ・マークス （テレプレイ） | 6     | 対決!にせものタートルズ                        | 1      | 突然にせガメ軍団…の巻                 | 6         |
| 7          | The Incredible Shrinking Turtles          | ラリー・パー                                                                    | 9     | クリスタル・パワーの秘密                       | 2      | 街は縮小パニック…の巻                 | 9         |
| 8          | It Came from Beneath the Sewers           | ラリー・パー                                                                    | 10    | 謎のおばけフラワー事件                         | 3      | 出現お化け植物…の巻                   | 10        |
| 9          | The Mean Machines                         | マイケル・リーブス                                                              | 11    | コンピューター・パニック!                      | 4      | 巨大コンピューター・パワー…の巻       | 11        |
| 10         | Curse of the Evil Eye                     | マーティン・パスコ                                                              | 12    | 鉄仮面 シュレッダーの逆襲                      | 5      | 夢のヘルメット…の巻                   | 12        |
| 11         | The Case of the Killer Pizzas             | ダグラス・ブース                                                                | 8     | 恐怖のピザ・モンスター!                        | 6      | ピザから生まれたエイリアン…の巻       | 8         |
| 12         | Enter: The Fly                            | マイケル・リーブス、ブリン・スティーブンス                                      | 13    | ハエ人間になったバクスター                     | 7      | ハエ男の逆襲…の巻                     | 13        |
| 13         | Invasion of the Punk Frogs                | マイケル・リーブス                                                              | 7     | ミュータント・フロッグス誕生                   | 8      | タートルズ対カエル軍団…の巻           | 7         |
| 14         | Splinter No More                          | マイケル・リーブス、ブリン・スティーブンス                                      | 46    | スプリンター先生の悩み                         | 9      | 先生、人間に戻る…の巻                 | 46        |
| 15         | New York's Shiniest                       | リチャード・マーウィン                                                          | 15    | タートルズVSロボコップ                         | 10     | ロボ・ポリスにおまかせ!…の巻          | 15        |
| 16         | Teenagers from Dimension X                | マイケル・リーブス                                                              | 16    | ミケランジェロの初恋!?                         | 11     | X次元からのお友達…の巻                | 16        |
| 17         | The Cat Woman from Channel Six            | リチャード・マーウィン                                                          | 17    | エイプリルのキャットウーマン                   | 12     | ネコ人間はネズミがお好き…の巻         | 17        |
| 18         | Return of the Technodrome                 | マイケル・リーブス                                                              | 18    | 決戦!テクノドローム要塞                        | 13     | テクノドローム出現…の巻               | 18        |
| 19（S3）   | Beneath These Streets                     | マイケル・リーブス                                                              | 103   | （未定）                                       | 14     | 地底からの反撃…の巻                   |           |
| 20         | Turtles on Trial                          | マイケル・リーブス                                                              | 71    | クランゲの巨大ロボット発進!                    | 15     | タートルズは嫌われ者?…の巻            |           |
| 21         | Attack of the 50-Foot Irma                | ロービー・ゴーレン                                                              | 19    | クランゲ皇帝の巨大化光線                       | 16     | 巨大人間大暴れ…の巻                   | 19        |
| 22         | The Maltese Hamster                       | デビッド・ワイズ                                                                | 50    | マルタのハムスターを追え!                      | 18     | ハムスター像の秘密…の巻               | 50        |
| 23         | Sky Turtles                               | リード・シェリー, ブルース・シェリー                                            | 51    | 反重力マシーン                                 | 17     | 空中に浮かんだ都市…の巻               | 51        |
| 24         | The Old Switcheroo                        | マイケル・リーブス                                                              | 48    | スプリンター、シュレッダーと入れ替わる         | 19     | 入れかわった頭脳…の巻                 | 48        |
| 25         | Burne's Blues                             | ビル・ウルフ (ストーリー)、ゴードン・ブレスサック (テレプレイ)                  | 104   | （未定）                                       | 20     | いっしょに来た夏と冬…の巻             |           |
| 26         | The Fifth Turtle                          | フランシス・モス                                                                | 52    | え!?タートルズがもうひとり?                    | 21     | 5番目のタートルズ…の巻                | 52        |
| 27         | Enter the Rat King                        | バズ・ディクソン                                                                | 26    | 燃えよ!ラットキング                            | 22     | ネズミ王国の帝王…の巻                 | 42        |
| 28         | Turtles at the Earth's Core               | マイケル・リーブス                                                              | 43    | タートルズ、恐竜時代に行く                     | 23     | 地下の恐竜大陸…の巻                   | 41        |
| 29         | April Fool                                | マイケル・リーブス ブリン・スティーブンス                                       | 45    | エイプリルの大騒動                             | 24     | エプリルは王女様…の巻                 | 45        |
| 30         | Attack of Big MACC                        | フランシス・モス                                                                | 47    | 未来から来たロボット戦士                       | 25     | 異次元ロボットは落ちこぼれ…の巻       | 47        |
| 31         | The Ninja Sword of Nowhere                | マイケル・エデンズ、マーク・エデンズ                                            | 72    | どこでもワープ!魔剣のヒミツ                    | 26     | 魔法の刀争奪戦…の巻                   |           |
| 32         | 20,000 Leaks Under the City               | ボブ・スクーリー マーク・マッコークル                                           | 76    | ニューヨークが竜宮城!?                         | 27     | 巨大イカを手なづけろ…の巻             |           |
| 33         | Take Me to Your Leader                    | デビッド・ワイズ                                                                | 105   | （未定）                                       | 28     | 氷河期がやってきた…の巻               |           |
| 34         | Four Musketurtles                         | ダグ・モリター                                                                  | 65    | 四銃士のまぼろし!?                             | 29     | タートルズは三銃士…の巻               |           |
| 35         | Turtles, Turtles Everywhere               | デビッド・ベネット・キャレン J・ラリー・キャロル                                | 106   | （未定）                                       | 30     | カメさん回収大作戦…の巻               |           |
| 36         | Cowabunga Shredhead                       | デュアン・カーピーツィー スティーブ・ロバーツ                                   | 14    | カワバンガ!大作戦                              | 31     | あっちもこっちもタートルズ…の巻       | 14        |
| 37         | Invasion of the Turtle Snatchers          | フランシス・モス                                                                | 49    | エイリアン ニクトー登場                        | 32     | 宇宙人の忘れ物…の巻                   | 49        |
| 38         | Camera Bugged                             | マイケル・エデンズ、マーク・エデンズ                                            | 107   | （未定）                                       | 33     | カメラに吸い込まれた街…の巻           |           |
| 39         | Green With Jealousy                       | リード・シェリー ブルー・スシェリー                                             | 108   | （未定）                                       | 34     | タートルズは恋の季節…の巻             |           |
| 40         | Return of the Fly                         | マイケル・リーブス                                                              | 38    | 帰って来たハエ人間                             | 35     | 帰ってきたハエ男…の巻                 | 38        |
| 41         | Casey Jones Outlaw Hero                   | デビッド・ワイズ                                                                | 61    | ニューヨークの暴れん坊                         | 36     | 助っ人ケーシー登場…の巻               |           |
| 42         | Mutagen Monster                           | マイケル・エデンズ、マーク・エデンズ                                            | 42    | ミュータンジェン・モンスター                   | 37     | 対決!ミュータンジェンモンスター…の巻  | 44        |
| 43         | Corporate Raiders from Dimension X        | デビッド・ワイズ                                                                | 69    | ケイシーがスパイに!?                           | 38     | 催眠作戦をぶっつぶせ!…の巻            |           |
| 44         | Pizza by the Shred                        | マイケル・エデンズ、マーク・エデンズ                                            | 66    | シュレッダーのピザ屋さん                       | 39     | ブキミ・ピザに気をつけろ…の巻         |           |
| 45         | Super Bebop and Mighty Rocksteady         | デビッド・カレン、ラリー・カレン                                                | 41    | スーパー・ロックステディとウルトラ・ビーバップ | 40     | 変身!スーパーミュータント…の巻        | 43        |
| 46         | Beware the Lotus                          | ダグ・モリター                                                                  | 109   | （未定）                                       | 41     | 女忍者ロータス参上…の巻               |           |
| 47         | Blast from the Past                       | デビッド・ワイズ                                                                | 110   | （未定）                                       | 42     | タートルズ誕生の秘密…の巻             |           |
| 48         | Leatherhead Terror of the Swamp           | マイケル・リーブス                                                              | 20    | 帰ってきたミュータント・フロッグス             | 43     | 恐怖のミュータント・アリゲーター…の巻 | 20        |
| 49         | Michelangelo's Birthday                   | ビル・ウルフ（原案）, エリオット・ダロ （テレプレイ）                           | 111   | （未定）                                       | 45     | ペットガメには戻れない!…の巻          |           |
| 50         | Usagi Yojimbo                             | デビッド・ワイズ                                                                | 64    | オイラ、ウサギの用心棒                         | 44     | ウサギ丸は用心棒!?…の巻               |           |
| 51         | Case of the Hot Kimono                    | デビッド・ベネット・カレン、J・ラリー・キャロル                                 | 112   | （未定）                                       | 46     | 謎のキモノ泥棒…の巻                   |           |
| 52         | Usagi Come Home                           | デビッド・ワイズ                                                                | 68    | どっちが強い?ウサギとカメ                      | 49     | 武士道はつらいよ…の巻                 |           |
| 53         | The Making of Metalhead                   | マイケル・リーブス                                                              | 62    | カメロボ・メタルヘッド出現!                    | 48     | ものまねロボット大騒動…の巻           |           |
| 54         | Leatherhead Meets the Rat King            | デビッド・ワイズ                                                                | 39    | 巨大ネズミラットキングの陰謀                   | 49     | 対決!ワニ男VSネズミ王…の巻            | 39        |
| 55         | The Turtle Terminator                     | デビッド・ベネット・カレン、J・ラリー・キャロル                                 | 37    | タートル・ターミネーター                       | 50     | 強敵!変身ロボット…の巻                | 37        |
| 56         | The Great Boldini                         | フランシス・モス                                                                | 63    | 新タートル・ザック、大活躍!                    | 51     | タートルズ、最大の危機…の巻           |           |
| 57         | The Missing Map                           | デビッド・ワイズ                                                                | 70    | 頑張れザック兄弟!                              | 52     | タートルズは勇気の証…の巻（最終回）   |           |
| 58         | The Gang's All Here                       | ジェームズ・A・デイヴィス                                                       | 113   | （未定）                                       |        |                                       |           |
| 59         | The Grybyx                                | マイケル・リーブス                                                              | 58    | 大変!グライビックスが逃げ出した                |        |                                       | 58        |
| 60         | Mr. Ogg Goes to Town                      | デビッド・ワイズ                                                                | 114   | （未定）                                       |        |                                       |           |
| 61         | Shredderville                             | フランシス・モス                                                                | 115   | （未定）                                       |        |                                       |           |
| 62         | Bye Bye Fly                               | デビッド・ワイズ                                                                | 67    | ハエ人間、最後の挑戦!                          |        |                                       |           |
| 63         | The Big Rip Off                           | マイケル・リーブス                                                              | 55    | 恐るべし!シュレッダーの野望                    |        |                                       | 55        |
| 64         | The Big Break In                          | デビッド・ワイズ                                                                | 56    | クランゲ皇帝のミニチュア光線                   |        |                                       | 56        |
| 65         | The Big Blow Out                          | デビッド・ワイズ                                                                | 59    | タートルズ大爆発!                              |        |                                       | 59        |
| 66（S4）   | Plan 6 from Outer Space                   | デビッド・ワイズ                                                                | 22    | 危うし!ディメンションX                         |        |                                       | 22        |
| 67         | Turtles of the Jungle                     | ミスティ・タガート                                                              | 28    | タートルズ・イン・ジャングル                   |        |                                       | 28        |
| 68         | Michelangelo Toys Around                  | テッド・ペダーセン、フランシス・モス                                            | 116   | （未定）                                       |        |                                       |           |
| 69         | Peking Turtle                             | アントニオ・オルティーズ、カルメラ・オルティーズ                                | 60    | 丸焼きペキン・タートルズ???                    |        |                                       | 60        |
| 70         | Shredder's Mom                            | テッド・ペダーセン、フランシス・モス                                            | 24    | 恐怖!シュレッダーの母登場                      |        |                                       | 24        |
| 71         | Four Turtles and a Baby                   | ミスティ・タガート                                                              | 21    | フォー・タートルズ&ベイビー                    |        |                                       | 21        |
| 72         | Turtlemaniac                              | ロウビー・ゴレン                                                                | 27    | うわさのタートルズ・マニア                     |        |                                       | 27        |
| 73         | Rondo in New York                         | テッド・ペダーセン、フランシス・モス                                            | 73    | ランドー、怒りの怪獣退治!                      |        |                                       |           |
| 74         | Planet of the Turtles                     | ジョージ・シェー                                                                | 23    | 決戦!カメの惑星                                |        |                                       | 23        |
| 75         | Name That Toon                            | ミスティ・タガート                                                              | 117   | （未定）                                       |        |                                       |           |
| 76         | Menace Maestro, Please                    | マーティン・パスコ                                                              | 75    | オバケホールへゴーゴー!                        |        |                                       |           |
| 77         | Super Hero for a Day                      | テッド・ペダーセン、フランシス・モス                                            | 118   | （未定）                                       |        |                                       |           |
| 78         | Back to the Egg                           | デニス・マークス                                                                | 119   | （未定）                                       |        |                                       |           |
| 79         | Son of Return of the Fly II               | デビッド・ワイズ                                                                | 77    | 復活!ハエ人間バクスター!                       |        |                                       |           |
| 80         | Raphael Knocks 'em Dead                   | ジャック・メンデルソーン                                                        | 31    | ブッ飛び!ギャグマシーン                        |        |                                       | 31        |
| 81         | Bebop and Rocksteady Conquer the Universe | デビッド・ワイズ                                                                | 78    | カメに向かって撃て!                            |        |                                       |           |
| 82         | Raphael Meets His Match                   | チャールズ・M・ハウエル四世                                                     | 32    | 恋するラファエロ                               |        |                                       | 32        |
| 83         | Slash - The Evil Turtle from Dimension X  | デビッド・ワイズ                                                                | 79    | 巨大ガメ、地球最大の決戦!                      |        |                                       |           |
| 84         | Leonardo Lightens Up                      | ダン・ディステファノ                                                            | 33    | レオナルドのどうなっちゃうの?                  |        |                                       | 33        |
| 85         | Were-Rats from Channel 6                  | デビッド・ワイズ                                                                | 80    | ネズミ人間1号, 2号!                            |        |                                       |           |
| 86         | Funny, They Shrunk Michelangelo!          | マイケル・エデンズ                                                              | 81    | ミニミニミケちゃん                             |        |                                       |           |
| 87         | The Big Zipp Attack                       | デビッド・ワイズ                                                                | 53    | 大混乱ジップ・アタック!                        |        |                                       | 53        |
| 88         | Donatello Makes Time                      | デニス・マークス                                                                | 29    | 時をかけるドナテロ                             |        |                                       | 29        |
| 89         | Farewell, Lotus Blossom                   | デビッド・ワイズ                                                                | 54    | さよなら、ロータス・ブラッサム                 |        |                                       | 54        |
| 90         | Rebel Without a Fin                       | マイケル・リーブス                                                              | 25    | ポリドリアス博士の半魚人                       |        |                                       | 25        |
| 91         | Rhino-Man                                 | デビッド・ワイズ                                                                | 40    | 対決!タートルズ対リノマン                      |        |                                       | 40        |
| 92         | Michelangelo Meets Bugman                 | デニス・マークス                                                                | 35    | 合体!バグマン&タートル・パワー                 |        |                                       | 35        |
| 93         | Poor Little Rich Turtle                   | デビッド・ワイズ                                                                | 82    | じゃじゃ馬娘を救え!                            |        |                                       |           |
| 94         | What's Michelangelo Good For?             | テッド・ペダーセン、フランシス・モス                                            | 36    | ミケランジェロ動物園を救え!                    |        |                                       | 36        |
| 95         | The Dimension X Story                     | デビッド・ワイズ                                                                | 83    | 集まれ!ディメンションX                         |        |                                       |           |
| 96         | Donatello's Degree                        | ジャック・メンデルソーン                                                        | 30    | ビーバップ・カメスクール                       |        |                                       | 30        |
| 97         | The Big Cufflink Caper!                   | デビッド・ワイズ                                                                | 57    | カフリンク爆弾をさがせ!                        |        |                                       | 57        |
| 98         | Leonardo Versus Tempestra                 | ミスティ・タガート                                                              | 34    | 女王テンペストラの復讐                         |        |                                       | 34        |
| 99         | Splinter Vanishes                         | フランシス・モス、テッド・ペダーセン                                            | 44    | タートルズ絶体絶命大ピンチ!                    |        |                                       | 26        |
| 100        | Raphael Drives 'em Wild                   | ミスティ・タガート                                                              | 120   | （未定）                                       |        |                                       |           |
| 101        | Beyond the Donatello Nebula               | デニス・オフラハティ                                                            | 121   | （未定）                                       |        |                                       |           |
| 102        | Big Bug Blunder                           | マイケル・リーブス                                                              | 84    | むしむし大行進!                                |        |                                       |           |
| 103        | The Foot Soldiers Are Revolting           | マイケル・リーブス                                                              | 85    | 裏切りのフット団!                              |        |                                       |           |
| 104        | Unidentified Flying Leonardo              | ショーン・ロシュ                                                                | 86    | 飛べ!レオナルド!                               |        |                                       |           |
| 105        | The Turtles and The Hare                  | ミスティ・タガート                                                              | 74    | おとぎの国の大冒険                             |        |                                       |           |
| 106        | Once Upon a Time Machine                  | マイケル・モーラー                                                              | 99    | タイムスリップ・タートルズ                     |        |                                       |           |
| 107（S5）  | My Brother, the Bad Guy                   | デニス・オフラハティ                                                            | 100   | シュレッダー兄弟の対決!                        |        |                                       |           |
| 108        | Michelangelo Meets Mondo Gecko            | ゲイリー・グリーンフィールド                                                    | 101   | モンド・ゲッコーVSタートルズ                   |        |                                       |           |
| 109        | Enter Mutagen Man                         | デビッド・ワイズ                                                                | 122   | （未定）                                       |        |                                       |           |
| 110        | Donatello's Badd Time                     | ミスティ・タガート                                                              | 102   | ドナテロが強盗犯!?（最終回）                   |        |                                       |           |
| 111        | Michelangelo Meets Bugman Again           | デビッド・ワイズ                                                                | 123   | （未定）                                       |        |                                       |           |
| 112        | Muckman Messes Up                         | フランシス・モス、テッド・ペダーセン                                            | 124   | （未定）                                       |        |                                       |           |
| 113        | Napoleon Bonafrog: Colossus of the Swamps | デニス・オフラハティ                                                            | 125   | （未定）                                       |        |                                       |           |
| 114        | Raphael Versus The Volcano                | キャロル・メンデルソーン                                                        | 126   | （未定）                                       |        |                                       |           |
| 115        | Landlord of the Flies                     | ゴードン・ブレスサック                                                          | 127   | （未定）                                       |        |                                       |           |
| 116        | Donatello's Duplicate                     | ジャック・メンデルソーン、キャロル・メンデルソーン                              | 128   | （未定）                                       |        |                                       |           |
| 117        | The Ice Creature Cometh                   | デビッド・ワイズ                                                                | 129   | （未定）                                       |        |                                       |           |
| 118        | Leonardo Cuts Loose                       | デビッド・ワイズ                                                                | 130   | （未定）                                       |        |                                       |           |
| 119        | Pirate Radio                              | ミスティ・タガート                                                              | 131   | （未定）                                       |        |                                       |           |
| 120        | Raphael, Turtle of a Thousand Faces       | デニス・オフラハティ                                                            | 132   | （未定）                                       |        |                                       |           |
| 121        | Leonardo, Renaissance Turtle              | デニス・オフラハティ                                                            | 133   | （未定）                                       |        |                                       |           |
| 122        | Zach and the Alien Invaders               | フランシス・モス、テッド・ペダーセン                                            | 134   | （未定）                                       |        |                                       |           |
| 123        | Welcome Back, Polarisoids                 | ミスティ・タガート                                                              | 135   | （未定）                                       |        |                                       |           |
| 124        | Michelangelo, the Sacred Turtle           | デニス・オフラハティ                                                            | 136   | （未定）                                       |        |                                       |           |
| 125        | Planet of the Turtleoids: Part 1          | デビッド・ワイズ                                                                | 137   | （未定）                                       |        |                                       |           |
| 126        | Planet of the Turtleoids: Part 2          | デビッド・ワイズ                                                                | 138   | （未定）                                       |        |                                       |           |
| 127（S6）  | Rock Around the Block                     | デビッド・ワイズ                                                                | 139   | （未定）                                       |        |                                       |           |
| 128        | Krangenstein Lives                        | デビッド・ワイズ                                                                | 140   | （未定）                                       |        |                                       |           |
| 129        | Super Irma                                | デビッド・ワイズ                                                                | 141   | （未定）                                       |        |                                       |           |
| 130        | Adventures in Turtle-Sitting              | ジャック・メンデルソーン、キャロル・メンデルソーン                              | 142   | （未定）                                       |        |                                       |           |
| 131        | Sword of Yurikawa                         | マーク・ハンドラー                                                              | 143   | （未定）                                       |        |                                       |           |
| 132        | Return of the Turtleoid                   | デビッド・ワイズ                                                                | 144   | （未定）                                       |        |                                       |           |
| 133        | Shreeka's Revenge                         | ジャック・メンデルソーン、キャロル・メンデルソーン                              | 145   | （未定）                                       |        |                                       |           |
| 134        | Too Hot to Handle                         | ジャック・メンデルソーン、キャロル・メンデルソーン                              | 146   | （未定）                                       |        |                                       |           |
| 135        | Nightmare in the Lair                     | デニス・オフラハティ                                                            | 147   | （未定）                                       |        |                                       |           |
| 136        | Phantom of the Sewers                     | デビッド・ワイズ                                                                | 148   | （未定）                                       |        |                                       |           |
| 137        | Donatello Trashes Slash                   | デビッド・ワイズ                                                                | 149   | （未定）                                       |        |                                       |           |
| 138        | Leonardo is Missing                       | デビッド・ワイズ                                                                | 150   | （未定）                                       |        |                                       |           |
| 139        | Snakes Alive!                             | デビッド・ワイズ                                                                | 151   | （未定）                                       |        |                                       |           |
| 140        | Polly Wanna Pizza                         | ジャック・メンデルソーン                                                        | 152   | （未定）                                       |        |                                       |           |
| 141        | Mr. Nice Guy                              | スティーブ・グラナト、シデン・クラーク                                          | 153   | （未定）                                       |        |                                       |           |
| 142        | Sleuth on the Loose                       | マット・ ウイツ                                                                 | 154   | （未定）                                       |        |                                       |           |
| 143（S7）  | Tower of Power                            | マイケル・エデンズ                                                              | 87    | ボンジュール!パリ                              |        |                                       |           |
| 144        | Rust Never Sleeps                         | リー・シュナイダー、マシュー・マラカイ                                          | 88    | パリがさびさび!?                               |        |                                       |           |
| 145        | A Real Snow Job                           | ミスティ・タガート                                                              | 89    | スイスですいすい                               |        |                                       |           |
| 146        | Venice on the Half-Shell                  | ミスティ・タガート                                                              | 90    | イタリーつくせり珍道中                         |        |                                       |           |
| 147        | Artless                                   | ダグ・モリター                                                                  | 91    | レオナルドがダビンチ!                          |        |                                       |           |
| 148        | Ring of Fire                              | マイケル・エデンズ                                                              | 92    | エイプリルが女王様!?                           |        |                                       |           |
| 149        | The Irish Jig Is Up                       | キャロル・メンデルソーン（原案）、ジョン・フォックス（テレプレイ）              | 93    | アイルランドがビックリランド                   |        |                                       |           |
| 150        | Shredder's New Sword                      | フランシス・モス、テッド・ペダーセン                                            | 94    | 英国はエエ国だ                                 |        |                                       |           |
| 151        | The Lost Queen of Atlantis                | マイケル・エデンズ                                                              | 95    | エイプリルがアチチッ!                          |        |                                       |           |
| 152        | Turtles on the Orient Express             | ダグ・モリター                                                                  | 96    | 暴走列車を止めろ!                              |        |                                       |           |
| 153        | April Gets in Dutch                       | ミスティ・タガート                                                              | 97    | ダイヤはオラんだ!                              |        |                                       |           |
| 154        | Northern Lights Out                       | テッド・ペダーセン、フランシス・モス                                            | 98    | 海賊退治だ!タートルズ!                         |        |                                       |           |
| 155        | Elementary, My Dear Turtle                | デニス・オフラハティ                                                            | 155   | （未定）                                       |        |                                       |           |
| 156        | Night of the Dark Turtle                  | デビッド・ワイズ                                                                | 156   | （未定）                                       |        |                                       |           |
| 157        | The Starchild                             | デビッド・ワイズ                                                                | 157   | （未定）                                       |        |                                       |           |
| 158        | The Legend of Koji                        | デビッド・ワイズ                                                                | 158   | （未定）                                       |        |                                       |           |
| 159        | Convicts from Dimension X                 | ジャック・メンデルソーン                                                        | 159   | （未定）                                       |        |                                       |           |
| 160        | White Belt, Black Heart                   | ジャック・メンデルソーン、キャロル・メンデルソーン                              | 160   | （未定）                                       |        |                                       |           |
| 161        | Night of the Rogues                       | デビッド・ワイズ                                                                | 161   | （未定）                                       |        |                                       |           |
| 162        | Attack of the Neutrinos                   | デビッド・ワイズ                                                                | 162   | （未定）                                       |        |                                       |           |
| 163        | Escape from the Planet of the Turtleloids | デビッド・ワイズ                                                                | 163   | （未定）                                       |        |                                       |           |
| 164        | Revenge of the Fly                        | デビッド・ワイズ                                                                | 164   | （未定）                                       |        |                                       |           |
| 165        | Atlantis Awakes                           | デビッド・ワイズ                                                                | 165   | （未定）                                       |        |                                       |           |
| 166        | Dirk Savage: Mutant Hunter                | デビッド・ワイズ                                                                | 166   | （未定）                                       |        |                                       |           |
| 167        | Invasion of the Krangazoids               | デビッド・ワイズ                                                                | 167   | （未定）                                       |        |                                       |           |
| 168        | Combat Land                               | デビッド・ワイズ                                                                | 168   | （未定）                                       |        |                                       |           |
| 169        | Shredder Triumphant!                      | デビッド・ワイズ                                                                | 169   | （未定）                                       |        |                                       |           |
| 170（S8）  | Get Shredder!                             | デビッド・ワイズ                                                                | 170   | （未定）                                       |        |                                       |           |
| 171        | Wrath of the Rat King                     | デビッド・ワイズ                                                                | 171   | （未定）                                       |        |                                       |           |
| 172        | State of Shock                            | デビッド・ワイズ                                                                | 172   | （未定）                                       |        |                                       |           |
| 173        | Cry H.A.V.O.C.!                           | デビッド・ワイズ                                                                | 173   | （未定）                                       |        |                                       |           |
| 174        | H.A.V.O.C. in the Streets!                | デビッド・ワイズ                                                                | 174   | （未定）                                       |        |                                       |           |
| 175        | Enter: Krakus                             | デビッド・ワイズ                                                                | 175   | （未定）                                       |        |                                       |           |
| 176        | Cyber-Turtles                             | デビッド・ワイズ                                                                | 176   | （未定）                                       |        |                                       |           |
| 177        | Turtle Trek                               | デビッド・ワイズ                                                                | 177   | （未定）                                       |        |                                       |           |
| 178（S9）  | The Unknown Ninja                         | マーク・エデンズ、ボブ・フォワード                                              | 178   | （未定）                                       |        |                                       |           |
| 179        | Dregg of the Earth                        | デビッド・ワイズ                                                                | 179   | （未定）                                       |        |                                       |           |
| 180        | The Wrath of Medusa                       | デビッド・ワイズ                                                                | 180   | （未定）                                       |        |                                       |           |
| 181        | The New Mutation                          | デビッド・ワイズ                                                                | 181   | （未定）                                       |        |                                       |           |
| 182        | The Showdown                              | デビッド・ワイズ                                                                | 182   | （未定）                                       |        |                                       |           |
| 183        | Split-Second                              | デビッド・ワイズ                                                                | 183   | （未定）                                       |        |                                       |           |
| 184        | Carter, the Enforcer                      | デビッド・ワイズ                                                                | 184   | （未定）                                       |        |                                       |           |
| 185        | Doomquest                                 | デビッド・ワイズ                                                                | 185   | （未定）                                       |        |                                       |           |
| 186（S10） | The Return of Dregg                       | ジェフリー・スコット                                                            | 186   | （未定）                                       |        |                                       |           |
| 187        | The Beginning of the End                  | ジェフリー・スコット                                                            | 187   | （未定）                                       |        |                                       |           |
| 188        | The Power of Three                        | ジェフリー・スコット                                                            | 188   | （未定）                                       |        |                                       |           |
| 189        | A Turtle in Time                          | ジェフリー・スコット                                                            | 189   | （未定）                                       |        |                                       |           |
| 190        | Turtles to the Second Power               | ジェフリー・スコット                                                            | 190   | （未定）                                       |        |                                       |           |
| 191        | Mobster from Dimension X                  | ジェフリー・スコット                                                            | 191   | （未定）                                       |        |                                       |           |
| 192        | The Day the Earth Disappeared             | ジェフリー・スコット                                                            | 192   | （未定）                                       |        |                                       |           |
| 193        | Divide and Conquer                        | ジェフリー・スコット                                                            | 193   | （未定）                                       |        |                                       |           |

## 製作
プレイメイト・トイズは当初、原作が少数の熱心なファンによって愛されていたことに対して不安を感じ、まず最初にテレビ番組化権を要求して取得し、全5部のパイロット版を放送した。その後、プレイメイトは1988年の夏にタートルズのアクションフィギュア第1弾を発売した。
テレビアニメの製作はジミー・テルアキ・ムラカミが共同経営するムラカミ・ウルフ・スウェンソンとフランスの会社IDDHが手掛けた。パイロット版の脚本はデビッド・ワイズとパティ・ホーワスが執筆した。
テレビシリーズが2シーズン目に入ったとき、漫画家のジャック・メンデルスゾーンがエグゼクティブ・ストーリー・エディターとして参加した。ワイズは70話分の脚本を執筆し、後半の4シーズンにもエグゼクティブ・ストーリー・エディターとして参加したが、第9シーズンで降板した。その後、ジェフリー・ストックがシリーズ最終回まで ストーリー・エディターとチーフ・ライターを務めた。

## 反響
このテレビシリーズの放送によりタートルズは有名になり、テレビ史上最も人気のあるテレビアニメの一つになった。
IGNは名作テレビアニメトップ100の中で、1987年版タートルズを55位にランクインさせた。本作のストーリーは原作漫画のコンセプトから大きくそれてしまったものの、ポップカルチャーにおいて広く知られるようになった。ピーター・レアードは本作を様々なところで目にすることに対して不快感をあらわにしている一方、この作品が大成功をおさめ、視聴者に愛されていることも認識しており、原作漫画とは異なるアプローチについても肯定的に受け止めている。
その一方、放送期間中は営利主義的なスタイルや暴力表現について批判されることがあったほか、原作の暗い雰囲気を好むファンからは受け入れられなかった。

## 放送・ソフト化

### アメリカ合衆国
シーズン1に当たる全5話のパイロット版が1987年12月28日から1988年1月1日にかけてシンジケーション番組として初放送。
1988年10月1日から1989年9月9日までの間に「サタデー・モーニング・カートゥーン」向けのシンジゲート番組として放送を実施した際、高視聴率を記録したことで放送回数が週5日に増加し、1989年9月25日から1993年9月17日までの間は多くの地域において平日の午後に放送された。
1990年9月8日よりCBSにてシンジゲート放送時とは異なるオープニング映像に変更されたバージョンが土曜朝の放送枠に加えられた。1990年から1993年の間は2話連続放送を実施し、話と話の間には"Turtle Tips"という環境問題などを扱ったミニコーナーが放送され、20回ほど続いた後に廃止された。1994年初頭から1996年11月2日のシリーズ最終回までの間は時間枠が30分に短縮され、1話ずつの放送になった。

### 日本
1990年8月21日に『ミュータント・タートルズ』のタイトルで東和ビデオから映像ソフト（VHS）第1-10巻(1-20話)が発売された。その後、1993年6月18日・12月17日に新作が追加された。1巻4話分収録（計15巻）と1巻2話分収録（計30巻）の2通りのバージョンが展開され、一部は通し巻数のない1巻1話のみ収録したVHSもある。1990年の前期発売話と1993年の後期発売話では一部日本語吹替キャストが変更となっている。計60話がソフト化され、全エピソードがテレビ東京でも別キャストの吹替で放映された。各話のサブタイトルは、基本的にはTX版と共通。
1991年には『アイドル忍者タートルズ』のタイトルで、NHK衛星第2テレビジョンの「衛星アニメ劇場」にて1991年5月6日から7月15日にシーズン2・3の話数を短期間放映。主題歌はオープニングテーマを日本語の歌詞に吹き替えたものが使用された。
1993年10月6日から1995年9月27日までの2年間にはテレビ東京にて『ミュータント・タートルズ』のタイトルで放送された。このバージョンは前述の2作品とは異なるスタッフ・キャストによって吹き替えられており、独自のアドリブやギャグを加えた内容で知られるようになった。放送終了後に水曜 8時00分 - 8時30分で再放送が実施され、タカラによる玩具のCMも引き続き継続された。

#### ネット局
放送日時は1995年3月時点のものとする。
| 放送対象地域  | 放送局             | 系列                                         | 放送日付                      | 放送時間                  | ネット形態 | 備考       |
| ------------- | ------------------ | -------------------------------------------- | ----------------------------- | ------------------------- | ---------- | ---------- |
| 関東広域圏    | テレビ東京         | テレビ東京系列                               | 1993年10月6日 - 1995年9月27日 | 水曜 18:30 - 19:00        | キー局     |            |
| 北海道        | テレビ北海道       | テレビ東京系列                               | 1993年10月6日 - 1995年9月27日 | 水曜 18:30 - 19:00        | 同時ネット |            |
| 大阪府        | テレビ大阪         | テレビ東京系列                               | 1993年10月6日 - 1995年9月27日 | 水曜 18:30 - 19:00        | 同時ネット |            |
| 岡山県 香川県 | テレビせとうち     | テレビ東京系列                               | 1993年10月6日 - 1995年9月27日 | 水曜 18:30 - 19:00        | 同時ネット |            |
| 福岡県        | TXN九州            | テレビ東京系列                               | 1993年10月6日 - 1995年9月27日 | 水曜 18:30 - 19:00        | 同時ネット |            |
| 愛知県        | テレビ愛知         | テレビ東京系列                               | 1993年10月7日 - 1995年        | 木曜 7:35 - 8:05          | 遅れネット |            |
| 青森県        | 青森テレビ         | TBS系列                                      |                               | 火曜 16:00 - 16:30        | 遅れネット |            |
| 岩手県        | 岩手めんこいテレビ | フジテレビ系列                               |                               | 金曜 16:30 - 17:00        | 遅れネット |            |
| 宮城県        | ミヤギテレビ       | 日本テレビ系列                               |                               | 金曜 16:35 - 17:05        | 遅れネット |            |
| 山形県        | テレビユー山形     | TBS系列                                      |                               | 金曜 16:55 - 17:25        | 遅れネット |            |
| 福島県        | 福島テレビ         | フジテレビ系列                               |                               | 火曜 16:30 - 17:00        | 遅れネット |            |
| 新潟県        | テレビ新潟         | 日本テレビ系列                               |                               | 月曜 17:00 - 17:30        | 遅れネット |            |
| 富山県        | チューリップテレビ | TBS系列                                      |                               | 水曜 16:27 - 16:57        | 遅れネット |            |
| 石川県        | テレビ金沢         | 日本テレビ系列                               |                               | 金曜 17:30 - 18:00        | 遅れネット |            |
| 福井県        | 福井放送           | 日本テレビ系列 テレビ朝日系列                | ? - 1995年9月28日             | 木曜 17:00 - 17:30        | 遅れネット |            |
| 長野県        | 長野放送           | フジテレビ系列                               |                               | 火曜 16:30 - 17:00        | 遅れネット |            |
| 岐阜県        | 岐阜放送           | 独立局                                       |                               | 火曜 16:30 - 17:00        | 遅れネット |            |
| 滋賀県        | びわ湖放送         | 独立局                                       |                               | 月曜 19:00 - 19:30        | 遅れネット |            |
| 鳥取県 島根県 | 日本海テレビ       | 日本テレビ系列                               |                               | 木曜 16:30 - 17:00        | 遅れネット |            |
| 広島県        | 中国放送           | TBS系列                                      |                               | 月曜 - 木曜 10:55 - 11:25 | 遅れネット | [ 注釈 5 ] |
| 愛媛県        | あいテレビ         | TBS系列                                      |                               | 土曜 17:30 - 18:00        | 遅れネット |            |
| 高知県        | テレビ高知         | TBS系列                                      |                               | 水曜 16:00 - 16:30        | 遅れネット |            |
| 長崎県        | 長崎国際テレビ     | 日本テレビ系列                               |                               | 月曜 17:00 - 17:30        | 遅れネット |            |
| 熊本県        | 熊本県民テレビ     | 日本テレビ系列                               |                               | 火曜 17:00 - 17:30        | 遅れネット |            |
| 大分県        | テレビ大分         | フジテレビ系列 日本テレビ系列                |                               | 金曜 16:30 - 17:00        | 遅れネット |            |
| 宮崎県        | テレビ宮崎         | フジテレビ系列 日本テレビ系列 テレビ朝日系列 |                               | 月曜 16:30 - 17:00        | 遅れネット |            |
| 沖縄県        | 沖縄テレビ         | フジテレビ系列                               |                               | 月曜 17:30 - 18:00        | 遅れネット |            |

### イギリス
他国とは異なり、イギリスでは"Teenage Mutant Hero Turtles"（略称："TMHT"）という題名で放送された。これは、当時イギリスではヌンチャクといった武器や忍者を子ども向けアニメに登場させることが問題視されていたためである。
題名が変更されたことにより、オープニングテーマの歌詞の"ninja"という単語が"hero"や"fighting"という単語に置き換えられたほか、オープニング映像のうちミケランジェロがヌンチャクを振り回すシーンは本編中の別の映像に差し替えられた ほか、本編中でミケランジェロがヌンチャクを操る場面も編集された。これを受け、原語版のスタッフが、アメリカ以外の国でも受け入れられるようにするため、第3シーズンからミケランジェロの武器をヌンチャクから「タートルライン」と呼ばれる鉤縄に差し替えた。この武器はシリーズの終了までミケランジェロの武器として扱われた。また、BBCで放送された際、"Let's kick some shell!"や"Bummer!"といったフレーズが削除された。また、テレビドラマNinja Turtles: The Next MutationもイギリスにおいてはHero Turtlesという題名で放送された。その一方、2003年版はイギリスやアイルランドにおいても元の題名のままで放送されたほか、2009年に発売された本作の第1シーズンと第2シーズンのDVD版の題名も"Ninja Turtles"となっている。

### その他の国・地域
ヨーロッパのうち、ベルギーやドイツ、オーストリアなどでは、イギリス版を現地の言葉に吹き替えたものが放送された。このうち、フィンランドはフィンランド語の音声に英語の字幕が入った状態で放送され、ポーランドではボイスオーバーという形で放送された。また、アイルランドは第1シーズンのみ"Teenage Mutant Ninja Turtles"として放送され、以降は"Teenage Mutant Hero Turtles"として放送された。さらに、2007年から2008年に原語版と同じものがアイルランドでも放送された。
デンマークではTV2デンマークにて、修正済みの英語版が放送され、全5話のミニシリーズだった第1シーズンが一つのエピソードとして放送された。このエピソードをさらに短縮したバージョンがThe Epic Beginsという題名のVHSとして発売され、1988年にはアメリカでも発売された。また、第2シーズンと第3シーズンのみ字幕が入っていた。TV2デンマークでの放送は第3シーズンで終わってしまったものの、第5シーズンは字幕ありの吹き替え版として放送された。2011年には、TV2デンマークの早朝の放送枠にて全193話放送された。このバージョンは原語版と同じものであり、過去に放送されたバージョンとは別のキャストによって吹き替えられた。
スウェーデンでは1990年から93年の間、TV3スウェーデンがロンドンの放送局から本作の第1シーズンから第3シーズンまでを放送した。"Vacation in Europe"と銘打たれた第4シーズンから第6シーズンは、TV1000というテレビ局が放送した。吹き替えはメディア・ダブが担当した。また、これとは別に、サン・スタジオという事業者によって、第1シーズンから第3シーズンまでの一部の回の吹き替え版を収録したバージョンが"Teenage Mutant Ninja Turtles"として1991年に発売された。
スペインではイギリス版を基にしたものがLas Tortugas Ninjaとして放送されたものの、本編中では"ninja"という言葉が使われており、のちに原語版を基にしたものも放送された。
その一方で、ブルガリアやフランス、イタリアなどの国では原語版を吹き替えたものが放送された。このうち、ユーゴスラビアは原語版を吹き替えたものを放送したのち、1998年にはこれとは別の吹き替え版がTeenage Mutant Hero TurtlesとしてRTVピンクにて放送された。
オーストラリアでは1989年12月に第1シーズンが全2回の90分スペシャルとして放送され、1990年2月に放送開始された。シーズン2以降は午後3時30分からの放送枠に移動した。その後、視聴率が落ちたため、1994年1月にパペットのAgroが司会を務める"Agro's Cartoon Connection"というバラエティー番組のコーナーアニメに移動し、1996年に放送終了した。多少の編集はあるものの、番組の内容は原語版とほぼ同じである。

## 関連メディア

### OVA『ミュータント・タートルズ 超人伝説編』
| 巻数 | サブタイトル                             | 脚本     | 絵コンテ | 演出   | 作画監督 |
| ---- | ---------------------------------------- | -------- | -------- | ------ | -------- |
| 1    | スーパータートルズ大ピンチ!セイント登場! | 十川誠志 | 大賀俊二 | 大原実 | 前田実   |
| 2    | 守護獣降臨 メタルタートルズ登場!         | 十川誠志 | 奥脇雅晴 | 大原実 | 中島弘明 |

『ミュータント・タートルズ 超人伝説編』は、テレビ放送終了から数ヵ月後の1996年に発売されたOVAであり、日本のアニメスタジオが制作した。玩具の「スーパータートルズ」と「輝光（メタル）ミューテーション」シリーズのプロモーションアニメであるOVA版は、アニメオリジナルのパワーアップアイテムであるミュータ石が登場する。キャストは、ビーバップ役が津久井教生に変わったが、その他のメインキャラクター陣はテレビ東京版と同じである。
1話ではミュータントフロッグスの3人（ナポレオンのみ未登場で、その中の1人だけ台詞がある）が登場し、フットソルジャーもマイアミビーチでバカンスを楽しんでおり、珍しく喋っている。

#### オリジナルキャラクター
クリス・ミュー
1話に登場。ミュータ石に宿る小さな精霊。
ダーク・ミュー
1話に登場。クリス・ミューと対なる悪しき精霊。
服部キンゾウ
2話に登場。スプリンターの弟子に当たる忍者の青年。腕は立つようだがドジな所も多く、ラファエロから「強いのか弱いのかはっきりして」と呆れられていた。

#### キャスト
- レオナルド：中村大樹
- ラファエロ：柴本浩行
- ドナテロ：宇垣秀成
- ミケランジェロ：桜井敏治
- スプリンター/クランゲ皇帝：梅津秀行
- エイプリル：篠原恵美
- シュレッダー：梁田清之
- ロックステディ：中村秀利
- ビーバップ ：津久井教生
- クリス・ミュー/ダーク・ミュー：佐久間レイ
- 服部キンゾウ：西村朋紘
- 通信技師：永野広一

#### スタッフ
- 企画：佐藤博久、鈴木徹也、佐谷秀美、井原キヨシ
- 企画協力：奥出信行
- 原作：ミラージ・スタジオ、フレッド・ウルフ
- キャラクターデザイン：平山智
- 美術監督：本田修
- 撮影監督：安津田隆
- 音響監督：岩浪美和
- 音楽：池毅
- プロデューサー：可知秀幸、板垣耕三、真木太郎
- スーパーバイザー：高貴準三
- アニメーション制作：有限会社Bee Media、株式会社円谷プロダクション
- 監督：大賀俊二
- キャスティング協力：81プロデュース
- 動画チェック：たけだかずひさ、黒岩和幸、斉藤裕之（スタジオエッグ）
- 色彩設定：中間秀美
- 色指定：渡辺亜紀（1巻）、長谷川一美（2巻）（スタジオ・トイズ）
- 特殊効果：前川孝
- 編集：関一彦、山森重之、JAY・FILM
- タイトルデザイン：大平由紀子
- タイトル・リスワーク：マキ・プロ
- 現像：東京現像所
- 音響プロデューサー：中野徹
- 音響効果：加藤昭二（1巻）、佐々木純一（2巻）（アニメサウンドプロダクション）
- 録音調整：内田直継
- 録音：梨本亮子
- 録音スタジオ：平野延平、HALF H.P STUDIO
- 音響製作担当：塚田政宏、植田裕子
- 音響製作：HALF H.P STUDIO
- 音楽プロデューサー：平松義行、小暮一雄
- 音楽ディレクター：長谷川展洋
- 音楽製作：株式会社スープレックス、株式会社コロムビアエデュテインメント
- サウンドトラック盤・発売元・販売元：日本コロムビア株式会社
- デザイン・色彩設定協力：濱博之
- 設定協力：渡辺芳弘
- アニメーション製作プロデューサー：南喜長（Bee Media）、冨田勝英（円谷プロダクション・アニメ制作室）
- アニメーション製作協力：株式会社円谷プロダクション
- 製作：タートルズOVA製作委員会（株式会社タカラ、株式会社イオン（現：フリュー株式会社）、株式会社スープレックス、株式会社ミーツ）

オープニングテーマ
- 「パワーアップ・タートルズ」歌：影山ヒロノブ
  - 作詞：森雪之丞、作曲：池毅、編曲：戸塚修

エンディングテーマ
- 「地球はお元気」歌：MOKKUN
  - 作詞：森雪之丞、作曲：羽毛田丈史、編曲：羽毛田丈史

### ゲーム
コナミ（現・コナミデジタルエンタテインメント）からこの作品を題材にしたゲームソフトが多く発売され、その大半がベルトスクロールアクションゲームだった。
また、1991年にデータイーストが、ピンボールの国内販売を担当（当時配布されていたプレイングマニュアルでは「ティーンタートルズ」と記載）。
以下は、国内で発売されたコナミ製のタートルズのゲームのリストである。日本国外で発売されたゲームソフト、および1987年版以外のタートルズを基にしたゲームについてはen:List of Teenage Mutant Ninja Turtles video gamesを参照。
『激亀忍者伝』を除いてゲームタイトルには「TEENAGE MUTANT NINJA TURTLES」の英字ロゴが使用され、カナ表記は「ティーンエージ ミュータント ニンジャ タートルズ」（中黒無し、エージが長音符）で統一されているが、同時に「T.M.N.T.」の略記もしばしば併用されているため、ここでは便宜上全て「T.M.N.T.」の略記で統一する。2022年8月31日にはこれらの作品の大半を収録した『Teenage Mutant Ninja Turtles: The Cowabunga Collection』（以下：『カワバンガコレクション』）が発売された。
アーケード
- T.M.N.T. 〜スーパー亀忍者〜（1989年） - Xbox 360のXbox Live Arcadeでも2011年3月2日より『TMNT 1989 Classic Arcade』のタイトルで正式配信開始。

ファミリーコンピュータ
- 激亀忍者伝（1989年5月12日） - Wiiのバーチャルコンソールで2008年4月1日から2012年1月24日まで配信[46]。
- T.M.N.T.（1990年12月7日） - 『T.M.N.T. 〜スーパー亀忍者〜』の移植作品。欧米では前作との区別のため『II』として発売。
- T.M.N.T.2 ザ マンハッタン プロジェクト（1991年12月13日） - 欧米では『III』として発売。

ゲームボーイ
- T.M.N.T.（1990年8月3日）
- T.M.N.T.2（英語版）（1991年11月15日）
- T.M.N.T.3 タートルズ危機一発（英語版）（1993年11月26日）

スーパーファミコン
- T.M.N.T. タートルズ イン タイム（1992年7月24日） - 北米で発売されたアーケードゲーム"T.M.N.T. Turtles in Time" を原作としている。
- T.M.N.T. ミュータント ウォーリアーズ（1993年12月3日、対戦型格闘ゲーム）- メガドライブにおける『T.M.N.T. トーナメント ファイターズ』と同タイトル。

メガドライブ
- T.M.N.T. リターン オブ ザ シュレッダー（英語版）（1992年12月22日）
- T.M.N.T. トーナメント ファイターズ（1993年12月3日、対戦型格闘ゲーム） - 北米ではNESでも同タイトルのゲームが発売されている。

Nintendo Switch/PlayStation 4/Xbox One/PC
- ミュータント タートルズ:シュレッダーの復讐（2022年6月16日） - 開発元はTribute Games Inc.、発売元はDotEmu（日本のパッケージ版の発売元はハピネット）。

### その他のメディア・グッズ
1988年にはアーチー・コミックからコミカライズ版が出版された他、1980年代後半から90年代前半の間シリアルやぬいぐるみといった様々な種類のグッズが発売された。
日本では1993年からテレビ東京での放送に先駆けてプレイメイトのフィギュアをタカラから販売。当時、日本では国外のキャラクター商品は売れないと言う認識が強く、タカラ（現：タカラトミー）でタートルズ関係のマーケッターを担当していた可知秀幸は日本におけるタートルズの知名度を疑問視していた。BS2版やビデオ版を視聴していた者も多く、正式販売前に仙台と九州で行われたテスト販売が好評であったとしている。タカラが運営していたタートルズClub会員向けに日本未発売のフィギュアや日本オリジナルのビーダマンの通販も行われた。1994年11月時点で日本におけるタートルズフィギュアの売り上げは映画『ミュータント・ニンジャ・タートルズ3』関係の商品も含めて300万個となってぃる。
2016年にはバンダイのアクションフィギュアS.H.Figuartsの一環として発売された。